# Maseru
Maseru là thủ đô và thành phố lớn nhất của Lesotho. Đây cũng là thủ phủ của huyện Maseru. Maseru tọa lạc bên sông Caledon, ngay cạnh biên giới Lesotho-Nam Phi. Maseru có dân số 330.760 (2016). Thành phố được thành lập như một trại cảnh sát và được chọn làm thủ đô khi Lesotho trở thành một sứ bảo hộ của Anh năm 1869. Từ khi Lesotho giành được độc lập vào năm 1966 đến nay, Maseru giữ vai trò thủ đô. Tên thành phố có nghĩa là "sa thạch đỏ" trong tiếng Sotho.

## Lịch sử
Maseru được thành lập như một trại cảnh sát nhỏ vào năm 1869, sau khi chiến tranh Orange–Basotho kết thúc với kết quả Basutoland trở thành sứ bảo hộ Anh. Maseru nằm cạnh "những lãnh thổ chiếm được" bị cắt cho Đất nước tự do Orange (nay là tỉnh Free State của Nam Phi). Nó cách "cựu thành trì" Thaba Bosiu của Vua Moshoeshoe I 24 kilômét (15 mi) về phía tây.
Maseru ban đầu có chức năng là trung tâm hành chính từ năm 1869 đến 1871, trước khi việc quản lý Basutoland được chuyển giao cho Thuộc địa Cape. Trong thời gian 1871 đến 1884, cư dân Basutoland bị đối xử tương tự như ở những thuộc địa khác, khiến người Sotho tại đây chán ghét. Điều này đã dẫn đến Chiến tranh súng Basuto năm 1881, phá hủy nhiều tòa nhà tại Maseru. Năm 1884, Basutoland trở thành thuộc địa Vương thất lần nữa, và Maseru lại là thủ đô. Khi Basutoland giành được độc lập và trở thành Vương quốc Lesotho năm 1966, Maseru tiếp tục đóng vai trò thủ đô quốc gia.
Trước thời kỳ độc lập, Maseru là một đô thị tương đối nhỏ, nằm trọn trong lãnh thổ do thực dân vẽ ra; người Anh cũng không chú tâm phát triển thành phố. Sau năm 1966, Maseru phát triển nhánh chóng: diện tích của nó tăng khoảng bảy lần, từ 20 kilômét vuông (7,7 dặm vuông Anh) đến 138 kilômét vuông (53 dặm vuông Anh) hiện tại, một phần do sự sáp nhập những ngôi làng lân cận vào lãnh thổ thành phố. Tỉ lệ tăng dân số duy trì ở mức 7% trong vài thập niên, trước khi giảm xuống 3.5% trong thập niên 1986-1996.

## Khí hậu
Maseru có khí hậu cao nguyên cận nhiệt đới (phân loại khí hậu Köppen Cfb).
| Dữ liệu khí hậu của Maseru               | Dữ liệu khí hậu của Maseru | Dữ liệu khí hậu của Maseru | Dữ liệu khí hậu của Maseru | Dữ liệu khí hậu của Maseru | Dữ liệu khí hậu của Maseru | Dữ liệu khí hậu của Maseru | Dữ liệu khí hậu của Maseru | Dữ liệu khí hậu của Maseru | Dữ liệu khí hậu của Maseru | Dữ liệu khí hậu của Maseru | Dữ liệu khí hậu của Maseru | Dữ liệu khí hậu của Maseru | Dữ liệu khí hậu của Maseru |
| Tháng                                    | 1                          | 2                          | 3                          | 4                          | 5                          | 6                          | 7                          | 8                          | 9                          | 10                         | 11                         | 12                         | Năm                        |
| ---------------------------------------- | -------------------------- | -------------------------- | -------------------------- | -------------------------- | -------------------------- | -------------------------- | -------------------------- | -------------------------- | -------------------------- | -------------------------- | -------------------------- | -------------------------- | -------------------------- |
| Trung bình ngày tối đa °C (°F)           | 28 (82)                    | 27 (81)                    | 25 (77)                    | 21 (70)                    | 18 (64)                    | 15 (59)                    | 16 (61)                    | 19 (66)                    | 23 (73)                    | 24 (75)                    | 26 (79)                    | 28 (82)                    | 23 (72)                    |
| Tối thiểu trung bình ngày °C (°F)        | 14 (57)                    | 14 (57)                    | 12 (54)                    | 8 (46)                     | 3 (37)                     | 0 (32)                     | −1 (30)                    | 2 (36)                     | 6 (43)                     | 9 (48)                     | 12 (54)                    | 13 (55)                    | 8 (46)                     |
| Lượng Giáng thủy trung bình mm (inches)  | 114 (4.5)                  | 89 (3.5)                   | 96 (3.8)                   | 67 (2.6)                   | 29 (1.1)                   | 12 (0.5)                   | 14 (0.6)                   | 15 (0.6)                   | 19 (0.7)                   | 63 (2.5)                   | 80 (3.1)                   | 93 (3.7)                   | 691 (27.2)                 |
| Số ngày giáng thủy trung bình (≥ 0.1 mm) | 13                         | 10                         | 11                         | 8                          | 6                          | 3                          | 3                          | 3                          | 3                          | 8                          | 10                         | 10                         | 88                         |
| Độ ẩm tương đối trung bình (%)           | 37                         | 42                         | 43                         | 42                         | 38                         | 35                         | 32                         | 27                         | 24                         | 30                         | 34                         | 35                         | 35                         |
| Số giờ nắng trung bình tháng             | 287                        | 263                        | 259                        | 241                        | 247                        | 232                        | 254                        | 279                        | 278                        | 276                        | 279                        | 307                        | 3.202                      |
| Nguồn: Viện Khí tượng Đan Mạch           |                            |                            |                            |                            |                            |                            |                            |                            |                            |                            |                            |                            |                            |